# 南郷町 (宮崎県)
南郷町（なんごうちょう）は、宮崎県の南部、南那珂郡にあった町。2009年3月30日に日南市・北郷町と新設合併し、（新）日南市の地域自治区となった。県北部に存在した南郷村とは別の自治体である。
温暖な気候と美しい海岸線に恵まれた漁業と観光の町として知られる。

## 地理
宮崎市から南へ約50kmの場所に位置している。平地は少なく町土の約60％を山林が占める。町の東側は太平洋（日向灘）に面しており、海岸線はリアス式海岸で、美しい景観を持つ。
- 山: 鯛取山、鹿久山

### 隣接していた自治体
- 日南市
- 串間市

## 歴史
中世は伊東氏と島津氏による領土争いの舞台となり、豊臣秀吉の九州平定後は伊東氏領となる。江戸時代は伊東氏飫肥藩領であった。
廃藩置県後は飫肥県→都城県→宮崎県（初代）→鹿児島県を経て、1883年の宮崎県再置により宮崎県所属となる。
- 1889年5月1日 - 町村制施行により、南那珂郡南郷村が発足。
- 1940年12月1日 - 町制施行し南郷町となる。
- 1956年4月1日 - 南那珂郡榎原村の橋之口地区・大窪地区の一部を編入。（榎原村の残部は日南市に編入）
- 2009年3月30日 - 日南市・北郷町と合併し、（新）日南市の地域自治区となる。

## 行政
- 町長：阪元勝久（2003年から、2期目）

## 経済

### 産業
代表的な産業は町総生産の約3割を占める漁業。カツオ、マグロの水揚げは町村では日本一。農業ではミカン類の生産が特に多い。そのほかに施設園芸によるメロン、キュウリ、ピーマン、マンゴーが目立つ。

## 姉妹都市・提携都市
- ポーツマス市（アメリカ合衆国・ニューハンプシャー州）
  - 1992年5月12日姉妹都市提携

## 地域

### 教育

#### 高等学校
- 宮崎県立日南農林高等学校

#### 中学校
- 南郷町立南郷中学校
- 南郷町立榎原中学校

#### 小学校
- 南郷町立南郷小学校
- 南郷町立潟上小学校
- 南郷町立榎原小学校

## 交通

### 鉄道
- 九州旅客鉄道（JR九州）
  - 日南線
    - 南郷駅 - 谷之口駅 - 榎原駅

### 道路
一般国道
- 国道220号
- 国道448号

主要地方道
- 宮崎県道54号酒谷榎原線

道の駅
- なんごう

### 港湾
- 外浦港（地方港湾）

## 名所・旧跡・観光スポット・祭事・催事

### 名所・旧跡・観光スポット

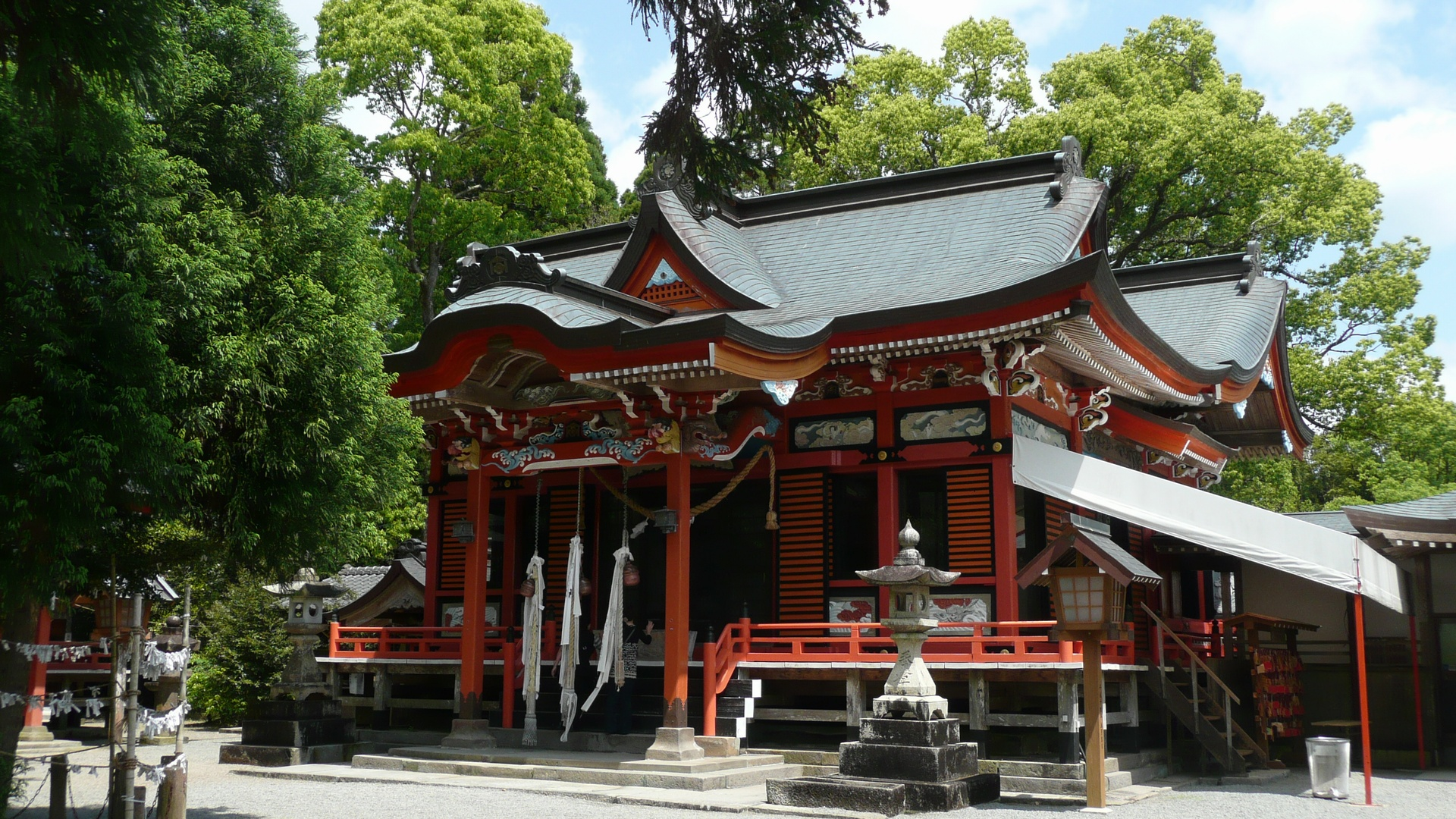
榎原神社

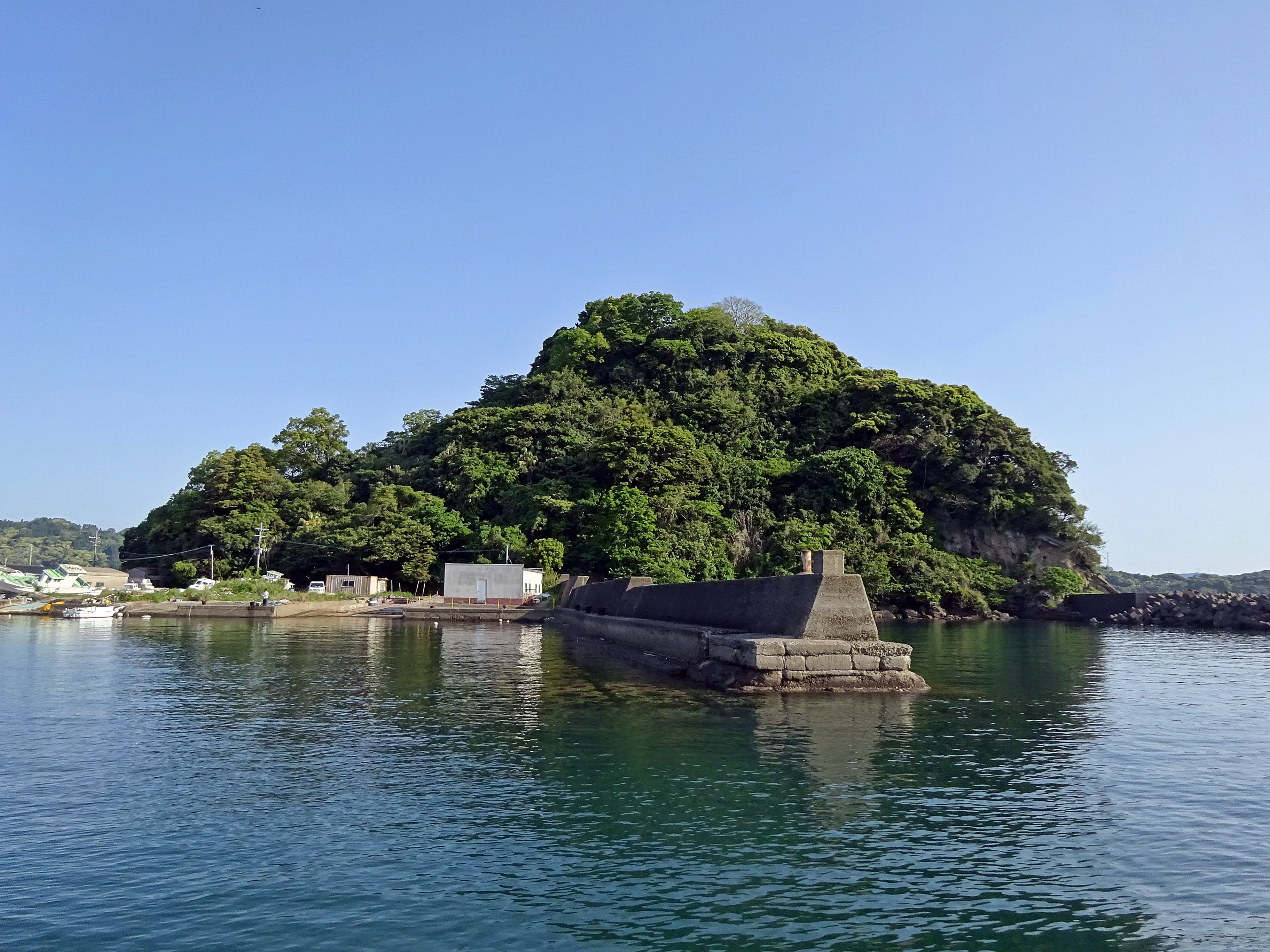
虚空蔵島（植栽は亜熱帯林となる）

- 栄松ビーチ
- 日南海中公園
- 大島
- 虚空蔵島の亜熱帯林（国の天然記念物）
- 南郷城跡
- 県農業試験場亜熱帯作物支場
- 榎原神社
- 南郷町中央公園野球場

### 祭事・催事
- 埼玉西武ライオンズキャンプ（2月・11月）
- 榎原神社大祭（3月中旬）
- なんごう黒潮まつり（8月下旬）

## 出身有名人
- 鬼束ちひろ - シンガーソングライター
- 谷口浩美 - マラソン解説者　元マラソン選手、元沖電気陸上競技部監督、元東京電力監督